# Мяга
Мя́га (ест. Mäha küla) — село в Естонії, у волості Отепяе повіту Валґамаа.

## Населення
Чисельність населення на 31 грудня 2011 року становила 29 осіб.